# Mollkirch
Mollkirch é uma comuna francesa na região administrativa de Grande Leste, no departamento Baixo Reno. Estende-se por uma área de 12,55 km². Em 2010 a comuna tinha 940 habitantes (densidade: 74,9 hab./km²).